# Ебервин III фон Бентхайм-Щайнфурт
Ебервин III фон Бентхайм-Щайнфурт (на немски: Eberwin III von Bentheim-Steinfurt, * 1536, † 19 февруари 1562 в замък Бентхайм) е от 1544 г. граф на Бентхайм и Щайнфурт от род Бентхайм-Щайнфурт и чрез женитбата му от 1557 г. граф на Текленбург и господар на Реда.

## Биография
Той е най-възрастният син на граф Арнолд II фон Бентхайм-Щайнфурт (1497 – 1553) и съпругата му Валбурга фон Бредероде-Нойенар (1512 – 1567).
През 1553 г. 18-годишният Ебервин се жени за 21-годишната Анна фон Текленбург-Шверин (* 5 юли 1532, † 24 август 1582), единствената дъщеря-наследничка на граф Конрад фон Текленбург-Шверин и Мехтхилд фон Хесен, дъщеря на ландграф Вилхелм I от Долен Хесен.
След смъртта на граф Конрад фон Текленбург-Шверин († 1557) бракът се проваля. Анна иска сама да управлява Графство Текленбург и Господство Реда. Ебервин затваря тогава жена си в кулата на нейната резиденция замък Текленбург. Анна се освобождава чрез намесата на граф Христоф фон Олденбург. Обвиняват Ебервин в изневяра и че живее в лукс.
Ебервин умира през 1562 г. на 26 години от „френската болест“, сифилис.

## Деца
Ебервин и Анна фон Текленбург-Шверин имат две деца:
- Арнолд (* 2 октомври 1554, † 11 януари 1606), граф на Бентхайм, Текленбург и Щайнфурт, и чрез брак граф на Лимбург.
- Валбурга (* 24 октомври 1555, † 9 април 1628), ∞ 1576 граф Херман I фон Вид.